# Saitissus
Saitissus Roewer, 1938 è un genere di ragni appartenente alla famiglia Salticidae.

## Etimologia
Il nome deriva dalle somiglianze di questi esemplari maschili rinvenuti con il genere Saitis.

## Distribuzione

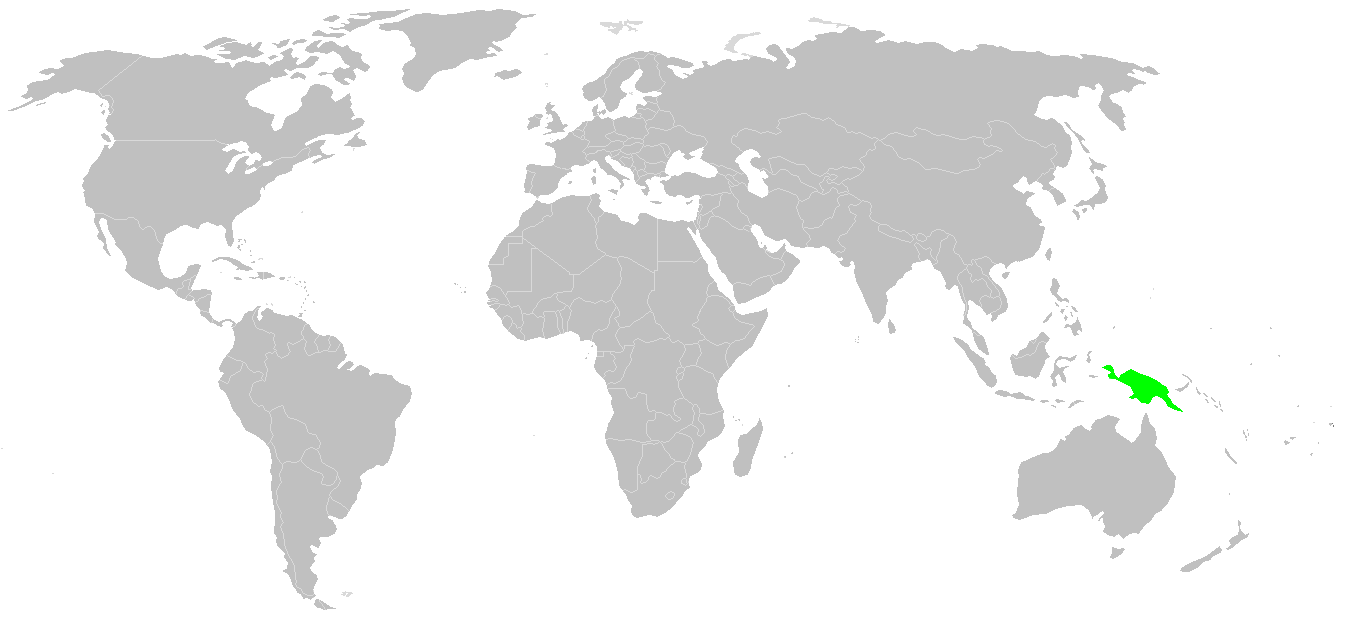
Distribuzione di Saitissus squamosus

L'unica specie oggi nota di questo genere è endemica della Nuova Guinea.

## Tassonomia
A dicembre 2010, si compone di una specie:
- Saitissus squamosus Roewer, 1938[2] — Nuova Guinea